# Eckhard Krautzun
Eckhard Krautzun (né le 13 janvier 1941 à Solingen) est un entraîneur de football allemand et ancien joueur de football.

## Biographie
Entraîneur "globe-trotter", Eckhard Krauntzun dirigea quelques clubs allemands mais aussi des sélections nationales sur trois continents différents (Afrique, Amérique du Nord, Asie).
Durant les qualifications en vue de la Coupe du Monde 2002, Krautzun reprend la direction de la Tunisie en vue de la 7e rencontre éliminatoire (sur 10). Il réussit à qualifier les "Aigles de Carthage" pour la phase finale de la coupe du monde 2002 mais il démissionne peu après, citant "des divergences avec la fédération tunisienne concernant son coaching".

## Source
- (en) Cet article est partiellement ou en totalité issu de l’article de Wikipédia en anglais intitulé « Eckhard Krautzun » (voir la liste des auteurs).